# Andreas Brehme
Andreas Brehme (Amburgo, 9 novembre 1960 – Monaco di Baviera, 20 febbraio 2024) è stato un calciatore e allenatore di calcio tedesco, di ruolo difensore o centrocampista. Con la nazionale tedesca è diventato campione del mondo nel 1990, vicecampione del mondo nel 1986 e vicecampione d'Europa nel 1992.
Ritenuto uno dei più forti terzini della sua generazione, dopo gli esordi nel Barmbek-Uhlenhorst e nel Saarbrücken ha militato per cinque stagioni nel Kaiserslautern e per due nel Bayern Monaco, con cui ha conquistato un campionato tedesco (1986-1987) e una Supercoppa di Germania (1987); si è quindi trasferito all'Inter, vincendo uno scudetto (1988-1989), una Supercoppa italiana (1989) e una Coppa UEFA (1990-1991) nell'arco di un quadriennio. Tornato al Kaiserslautern dopo una parentesi al Real Saragozza, ha vestito per altre cinque stagioni la maglia del club tedesco, con cui vinse una Coppa di Germania (1995-1996), un campionato di seconda divisione (1996-1997) e, da comprimario, un'ulteriore edizione della Bundesliga (1997-1998).
Ha fatto parte della nazionale prima e dopo la riunificazione tedesca, totalizzando 86 presenze e 8 reti. Con la Mannschaft ha disputato tre campionati d'Europa (Francia 1984, Germania Ovest 1988 e Svezia 1992), venendo inserito nella formazione ideale delle edizioni 1984 e 1992, e altrettanti campionati del mondo (Messico 1986, Italia 1990 e Stati Uniti 1994), entrando nell'All-Star Team della vittoriosa edizione 1990, in cui ha realizzato, su calcio di rigore, il gol che ha deciso la finale; nello stesso anno si è classificato 3º nella corsa al Pallone d'oro. Ha inoltre partecipato ai Giochi di Los Angeles 1984 con la nazionale olimpica.
Ritiratosi, ha intrapreso la carriera da allenatore, guidando il Kaiserslautern, l'Unterhaching e, come vice di Giovanni Trapattoni, lo Stoccarda.

## Biografia
È morto la mattina del 20 febbraio 2024, in seguito ad un arresto cardiaco.

## Caratteristiche tecniche
(Lothar Matthäus)
Giocatore versatile, nelle file del Bayern Monaco agì prevalentemente da terzino destro, ricoprendo invece il ruolo di mediano nella Germania Ovest seconda classificata al campionato del mondo 1986; tuttavia, le sue prestazioni raggiunsero l'apice quando Brehme fu spostato sulla fascia sinistra, grazie a un'intuizione di Giovanni Trapattoni: in veste di fluidificante mancino – un ruolo apprezzato in Italia ma che all'epoca non godeva di grande considerazione nel calcio tedesco –, pur non essendo molto veloce, si distinse per doti tecniche, vocazione offensiva, puntualità nell'andare al cross, dinamismo e intelligenza tattica, rivelandosi un pilastro dell'Inter vincitrice della Serie A 1988-1989 e della nazionale tedesca campione del mondo nel 1990.
Ottimo esecutore di calci piazzati, spiccava per carattere e freddezza: era infatti propenso a realizzare gol decisivi, e in più di un'occasione si incaricò di importanti rigori o punizioni nonostante la presenza di compagni di squadra più blasonati. Era inoltre perfettamente ambidestro – «Lo conosco da vent'anni e non so ancora se sia destrorso o mancino», disse a tal proposito Franz Beckenbauer –, un'abilità perfezionata fin da ragazzo allenandosi con il padre, anch'egli ex calciatore e poi allenatore: a seconda delle situazioni di gioco, si avvaleva di diverse tecniche di tiro, usando il sinistro per imprimere potenza al pallone e il destro per calciare con più precisione; quest'ultima era la soluzione che prediligeva per calciare i rigori, sebbene si ricordi un suo rigore contro il Messico, nel 1986, realizzato inusualmente col piede mancino.

## Carriera

### Giocatore

#### Club

##### Gli esordi in Germania

Da destra: Brehme insieme ai connazionali Jürgen Klinsmann e Lothar Matthäus in maglia interista nel 1989.

Inizia a giocare a calcio nel Barmbek-Uhlenhorst, un club della città di Amburgo allenato dal padre Bernd, militante nella Oberliga Nord, corrispondente alla terza divisione del campionato tedesco.
Nel 1980, si trasferisce al Saarbrücken, in 2.Bundesliga. Nonostante una buona stagione a livello individuale, il Saarbrücken finisce il campionato in zona retrocessione. Nel 1981, dopo una sola stagione, Brehme viene acquistato dal Kaiserslautern, debuttando così nella massima serie tedesca e nelle competizioni europee. Il Kaiserslautern raggiunge le semifinali della Coppa UEFA 1981-1982, arrendendosi ai futuri campioni dell'IFK Göteborg. 
Brehme si distingue particolarmente nella stagione 1984-1985 segnando 11 reti in Bundesliga.
Nel 1986, dopo cinque stagioni al Kaiserslautern, Brehme passa al Bayern Monaco: schierato come terzino destro, senza distinguersi particolarmente, vince un campionato tedesco e una Supercoppa di Germania, e disputa una finale di Coppa dei Campioni, persa contro il Porto nel 1987.

##### L'esperienza all'Inter
Nel 1988, insieme all'altro tedesco Lothar Matthäus, Brehme viene ceduto all'Inter. Per bilanciare l'oneroso acquisto del connazionale, il suo cartellino viene valutato 1,8 miliardi di lire, una cifra relativamente bassa: ciò, unitamente a un suo litigio con il tecnico dei bavaresi Jupp Heynckes, alimenta qualche scetticismo nei suoi confronti, determinato da una generalizzata ma erronea convinzione che il Bayern Monaco volesse liberarsi di lui. Giovanni Trapattoni, allenatore del club milanese, crede però nella bontà dell'acquisto di Brehme, il cui dinamismo sarebbe servito a compensare la vocazione offensiva di Matthäus, e intuisce che il giocatore possa offrire prestazioni convincenti se impiegato sulla fascia sinistra: la sua ipotesi si rivela corretta, e Brehme risulta determinante per la vittoria dello scudetto del 1989 – anno in cui l'Inter ottiene 58 punti su 68, stabilendo un record –, in particolar modo per il suo contributo alla costruzione della manovra. La stagione seguente, mantenendo elevati standard di rendimento, conquista la Supercoppa italiana contro la Sampdoria. Nel 1991 vince la Coppa UEFA battendo in finale la Roma.

##### La parentesi al Real Saragozza
Nel 1992 lascia l'Inter per trasferirsi, senza particolare entusiasmo, agli spagnoli del Real Saragozza, dove rimane per una sola stagione. 
La scelta di trasferirsi in Aragona viene influenzata dal fatto che la moglie di Brehme sia originaria di Utebo, un paese nei dintorni di Saragozza. Accolto con grande clamore visti i suoi trascorsi ad alto livello, Brehme non riesce ad ambientarsi nel suo nuovo club, soffrendo il passaggio a una squadra che, seppur ambiziosa, è modesta rispetto agli standard ai quali il tedesco è abituato all'Inter e con la Nazionale. Ad esempio, il suo ex allenatore Víctor Fernández racconta di come Brehme, abituato a viaggiare in aeroplano, si sia lamentato di un lungo viaggio in pullman, durante la prima trasferta svolta con la squadra.. Durante la sua stagione nella Liga spagnola, Brehme abbandona temporaneamente il suo storico ruolo da terzino sinistro, prediligendo un impiego da regista di centrocampo, che richiede un minore sforzo fisico e consente di sfruttare al meglio le qualità di gestione del pallone. Brehme debutta nella Liga spagnola il 6 settembre 1992 alla Romareda contro l'Español, segnando un gol su rigore che decide la vittoria per 2-1. 
Il rapporto con Víctor Fernández precipita nel mese di aprile, a causa di alcune divergenze tattiche. Prima della partita di campionato con il Tenerife, visto l'infortunio del titolare Darío Franco, l'allenatore aragonese inserisce eccezionalmente Brehme in formazione come terzino sinistro. Il tedesco, abituato alla sua nuova posizione da centrocampista, rifiuta questa soluzione tattica. Ne nasce un diverbio per il quale Brehme decide di auto-escludersi dai convocati. Pertanto, a stagione in corso, il tedesco chiede al presidente Alfonso Soláns di rescindere consensualmente il contratto, nonostante avesse firmato un biennale. Chiude la sua esperienza con 31 partite disputate e quattro reti, tutte su rigore. Un paio di anni dopo, mentre Brehme lavora come opinionista televisivo, lui e il suo ex tecnico hanno modo di chiarirsi e Brehme si scusa per il suo comportamento. Nonostante questo diverbio, Brehme viene ricordato nella sua esperienza al Real Saragozza come un giocatore di alto livello, che seppure non fosse più al top dal punto di vista fisico aveva ancora delle grandi qualità, con un grande temperamento.

##### Il ritorno al Kaiserslautern e il ritiro
L'anno dopo torna al Kaiserslautern, dove conquista la Coppa di Germania 1995-1996, retrocedendo contestualmente nella serie cadetta; nella stagione successiva il Kaiserslautern vince il campionato di seconda divisione, tornando nella massima serie, e nell'annata 1997-1998 conquista la Bundesliga, risultando l'unico club nella storia del calcio tedesco a riuscire in tale impresa da neopromosso. Al termine della stagione, in cui disputa solo 5 partite, Brehme si ritira dall'attività agonistica.

#### Nazionale

Brehme (di spalle, col numero 3) supera su rigore il portiere argentino Goycochea, consentendo alla Germania di vincere il.

Dopo aver militato nella selezione Under-21, esordisce nella nazionale A della Germania Ovest nel 1984, e nello stesso anno partecipa al campionato d'Europa, venendo inserito nella formazione ideale del torneo, e ai Giochi olimpici.
Durante il campionato del mondo 1986, concluso al secondo posto, è impiegato prevalentemente come centrocampista, essendo chiuso nel ruolo di terzino da Thomas Berthold e Hans-Peter Briegel. Nel quarto di finale contro i padroni di casa del Messico, è uno dei quattro tedeschi a presentarsi sul dischetto nell'epilogo ai tiri di rigore: in controtendenza rispetto alle sue abitudini dagli undici metri, decide di calciare con il sinistro, realizzando il proprio tiro. Nella semifinale contro la Francia, segna su calcio di punizione il gol che apre le marcature, contribuendo alla vittoria per 2-0. In finale, la Germania Ovest verrà sconfitta per 3-2 dall'Argentina.
Dopo il campionato d'Europa 1988, in cui segna un gol contro l'Italia, il rendimento di Brehme in nazionale ha una svolta: le prestazioni offerte dal giocatore con la maglia dell'Inter convincono infatti il commissario tecnico Franz Beckenbauer ad impiegarlo da titolare sulla corsia mancina.
Nel 1990 disputa il suo secondo Mondiale e si distingue come il miglior terzino sinistro della manifestazione, realizzando tre gol decisivi e mettendo in mostra la consueta abilità con entrambi i piedi: agli ottavi di finale segna ai Paesi Bassi con un destro a giro, mentre dal suo sinistro parte la punizione che, grazie alla deviazione di un avversario, sblocca il risultato nella semifinale contro l'Inghilterra; sempre contro gli inglesi mette a segno il proprio tiro dal dischetto dopo che i tempi supplementari si erano chiusi in parità. Infine, nella finale contro l'Argentina, si incarica di un rigore a cinque minuti dal termine dell'incontro, superando con un destro a fil di palo l'estremo difensore avversario Sergio Goycochea – decisivo per la propria squadra nelle precedenti vittorie ai rigori contro Jugoslavia e Italia – e consentendo alla Germania di laurearsi campione del mondo per la terza volta. Inserito nell'All-Star Team del Mondiale, a fine anno si classifica al terzo posto nella classifica del Pallone d'oro.
Tra il 1991 e il 1994 veste la maglia della riunificata Germania. Disputa il campionato d'Europa 1992, venendo nuovamente incluso nella squadra ideale della competizione, e il campionato del mondo 1994: l'eliminazione della Germania dal torneo iridato pone fine alla militanza di Brehme nella selezione tedesca, con cui ha disputato 86 partite (60 delle quali prima della riunificazione) realizzando 8 reti.

### Allenatore
Dopo il ritiro ha allenato in patria il Kaiserslautern dal 6 ottobre 2000 al 26 agosto 2002. Dal 1º luglio 2004 all'11 aprile 2005 ha allenato lo Unterhaching. Dal 1º luglio 2005 al 9 febbraio 2006 ha affiancato come vice il suo ex allenatore Giovanni Trapattoni sulla panchina dello Stoccarda.

## Statistiche

### Presenze e reti nei club
| Stagione                  | Squadra                   | Campionato                | Campionato | Campionato | Coppe nazionali | Coppe nazionali | Coppe nazionali | Coppe continentali | Coppe continentali | Coppe continentali | Altre coppe | Altre coppe | Altre coppe | Totale | Totale |
| Stagione                  | Squadra                   | Comp                      | Pres       | Reti       | Comp            | Pres            | Reti            | Comp               | Pres               | Reti               | Comp        | Pres        | Reti        | Pres   | Reti   |
| ------------------------- | ------------------------- | ------------------------- | ---------- | ---------- | --------------- | --------------- | --------------- | ------------------ | ------------------ | ------------------ | ----------- | ----------- | ----------- | ------ | ------ |
| 1978-1979                 | Barmbek-Uhlenhorst        | OLN                       | ?          | ?          | -               | -               | -               | -                  | -                  | -                  | -           | -           | -           | ?      | ?      |
| 1979-1980                 | Barmbek-Uhlenhorst        | OLN                       | ?          | ?          | -               | -               | -               | -                  | -                  | -                  | -           | -           | -           | ?      | ?      |
| Totale Barmbek-Uhlenhorst | Totale Barmbek-Uhlenhorst | Totale Barmbek-Uhlenhorst | 66         | 10         |                 | -               | -               |                    | -                  | -                  |             | -           | -           | 66     | 10     |
| 1980-1981                 | Saarbrücken               | 2.BL                      | 36         | 3          | CG              | 3               | 0               | -                  | -                  | -                  | -           | -           | -           | 39     | 3      |
| 1981-1982                 | Kaiserslautern            | BL                        | 27         | 4          | CG              | 0               | 0               | CU                 | 7                  | 1                  | -           | -           | -           | 34     | 5      |
| 1982-1983                 | Kaiserslautern            | BL                        | 30         | 3          | CG              | 1               | 0               | CU                 | 5                  | 3                  | -           | -           | -           | 36     | 6      |
| 1983-1984                 | Kaiserslautern            | BL                        | 33         | 8          | CG              | 2               | 1               | CU                 | 2                  | 0                  | -           | -           | -           | 37     | 9      |
| 1984-1985                 | Kaiserslautern            | BL                        | 33         | 11         | CG              | 1               | 0               | -                  | -                  | -                  | -           | -           | -           | 34     | 11     |
| 1985-1986                 | Kaiserslautern            | BL                        | 31         | 8          | CG              | 4               | 2               | -                  | -                  | -                  | -           | -           | -           | 35     | 10     |
| 1986-1987                 | Bayern Monaco             | BL                        | 31         | 4          | CG              | 2               | 0               | CC                 | 8                  | 0                  | -           | -           | -           | 41     | 4      |
| 1987-1988                 | Bayern Monaco             | BL                        | 28         | 3          | CG              | 4               | 0               | CC                 | 6                  | 1                  | SG          | 1           | 0           | 39     | 4      |
| Totale Bayern Monaco      | Totale Bayern Monaco      | Totale Bayern Monaco      | 59         | 7          |                 | 6               | 0               |                    | 14                 | 1                  |             | 1           | 0           | 80     | 8      |
| 1988-1989                 | Inter                     | A                         | 31         | 3          | CI              | 7               | 0               | CU                 | 6                  | 0                  | -           | -           | -           | 44     | 3      |
| 1989-1990                 | Inter                     | A                         | 32         | 6          | CI              | 4               | 0               | CC                 | 2                  | 0                  | SI          | 1           | 0           | 39     | 6      |
| 1990-1991                 | Inter                     | A                         | 23         | 1          | CI              | 4               | 1               | CU                 | 9                  | 0                  | -           | -           | -           | 36     | 2      |
| 1991-1992                 | Inter                     | A                         | 30         | 1          | CI              | 4               | 0               | CU                 | 2                  | 0                  | -           | -           | -           | 36     | 1      |
| Totale Inter              | Totale Inter              | Totale Inter              | 116        | 11         |                 | 19              | 1               |                    | 19                 | 0                  |             | 1           | 0           | 155    | 12     |
| 1992-1993                 | Real Saragozza            | PD                        | 24         | 1          | CR              | 2               | 1               | CU                 | 2                  | 1                  | -           | -           | -           | 31     | 4      |
| 1993-1994                 | Kaiserslautern            | BL                        | 26         | 3          | CG              | 3               | 1               | -                  | -                  | -                  | -           | -           | -           | 29     | 4      |
| 1994-1995                 | Kaiserslautern            | BL                        | 27         | 4          | CG              | 3               | 2               | CU                 | 4                  | 0                  | -           | -           | -           | 34     | 6      |
| 1995-1996                 | Kaiserslautern            | BL                        | 30         | 2          | CG              | 5               | 0               | CU                 | 4                  | 0                  | -           | -           | -           | 39     | 2      |
| 1996-1997                 | Kaiserslautern            | 2.BL                      | 32         | 0          | CG              | 0               | 0               | CdC                | 2                  | 0                  | SG          | 1           | 0           | 35     | 0      |
| 1997-1998                 | Kaiserslautern            | BL                        | 5          | 0          | CG              | 1               | 0               | -                  | -                  | -                  | -           | -           | -           | 6      | 0      |
| Totale Kaiserslautern     | Totale Kaiserslautern     | Totale Kaiserslautern     | 274        | 43         |                 | 20              | 6               |                    | 24                 | 4                  |             | 1           | 0           | 319    | 53     |
| Totale carriera           | Totale carriera           | Totale carriera           | 575        | 75         |                 | 50              | 8               |                    | 59                 | 6                  |             | 3           | 0           | 690    | 90     |

### Cronologia presenze e reti in nazionale
| Cronologia completa delle presenze e delle reti in nazionale ― Germania Ovest | Cronologia completa delle presenze e delle reti in nazionale ― Germania Ovest | Cronologia completa delle presenze e delle reti in nazionale ― Germania Ovest | Cronologia completa delle presenze e delle reti in nazionale ― Germania Ovest | Cronologia completa delle presenze e delle reti in nazionale ― Germania Ovest | Cronologia completa delle presenze e delle reti in nazionale ― Germania Ovest | Cronologia completa delle presenze e delle reti in nazionale ― Germania Ovest | Cronologia completa delle presenze e delle reti in nazionale ― Germania Ovest |
| Data                                                                          | Città                                                                         | In casa                                                                       | Risultato                                                                     | Ospiti                                                                        | Competizione                                                                  | Reti                                                                          | Note                                                                          |
| ----------------------------------------------------------------------------- | ----------------------------------------------------------------------------- | ----------------------------------------------------------------------------- | ----------------------------------------------------------------------------- | ----------------------------------------------------------------------------- | ----------------------------------------------------------------------------- | ----------------------------------------------------------------------------- | ----------------------------------------------------------------------------- |
| 15-2-1984                                                                     | Varna                                                                         | Bulgaria                                                                      | 2 – 3                                                                         | Germania Ovest                                                                | Amichevole                                                                    | -                                                                             |                                                                               |
| 29-2-1984                                                                     | Bruxelles                                                                     | Belgio                                                                        | 0 – 1                                                                         | Germania Ovest                                                                | Amichevole                                                                    | -                                                                             | 46’                                                                           |
| 28-3-1984                                                                     | Hannover                                                                      | Germania Ovest                                                                | 2 – 1                                                                         | Unione Sovietica                                                              | Amichevole                                                                    | 1                                                                             | 76’                                                                           |
| 18-4-1984                                                                     | Strasburgo                                                                    | Francia                                                                       | 1 – 0                                                                         | Germania Ovest                                                                | Amichevole                                                                    | -                                                                             |                                                                               |
| 22-5-1984                                                                     | Zurigo                                                                        | Germania Ovest                                                                | 1 – 0                                                                         | Italia                                                                        | Amichevole                                                                    | -                                                                             |                                                                               |
| 14-6-1984                                                                     | Strasburgo                                                                    | Germania Ovest                                                                | 0 – 0                                                                         | Portogallo                                                                    | Euro 1984 - 1º turno                                                          | -                                                                             |                                                                               |
| 17-6-1984                                                                     | Lens                                                                          | Germania Ovest                                                                | 2 – 1                                                                         | Romania                                                                       | Euro 1984 - 1º turno                                                          | -                                                                             |                                                                               |
| 20-6-1984                                                                     | Parigi                                                                        | Germania Ovest                                                                | 0 – 1                                                                         | Spagna                                                                        | Euro 1984 - 1º turno                                                          | -                                                                             | 74’                                                                           |
| 12-9-1984                                                                     | Düsseldorf                                                                    | Germania Ovest                                                                | 1 – 3                                                                         | Argentina                                                                     | Amichevole                                                                    | -                                                                             |                                                                               |
| 17-10-1984                                                                    | Colonia                                                                       | Germania Ovest                                                                | 2 – 0                                                                         | Svezia                                                                        | Qual. Mondiali 1986                                                           | -                                                                             |                                                                               |
| 16-12-1984                                                                    | Ta' Qali                                                                      | Malta                                                                         | 2 – 3                                                                         | Germania Ovest                                                                | Qual. Mondiali 1986                                                           | -                                                                             |                                                                               |
| 27-3-1985                                                                     | Saarbrücken                                                                   | Germania Ovest                                                                | 6 – 0                                                                         | Malta                                                                         | Qual. Mondiali 1986                                                           | -                                                                             | 76’                                                                           |
| 17-4-1985                                                                     | Augusta                                                                       | Germania Ovest                                                                | 4 – 1                                                                         | Bulgaria                                                                      | Amichevole                                                                    | -                                                                             | 76’                                                                           |
| 30-4-1985                                                                     | Praga                                                                         | Cecoslovacchia                                                                | 1 – 5                                                                         | Germania Ovest                                                                | Qual. Mondiali 1986                                                           | -                                                                             |                                                                               |
| 12-6-1985                                                                     | Città del Messico                                                             | Germania Ovest                                                                | 0 – 3                                                                         | Inghilterra                                                                   | Amichevole                                                                    | -                                                                             |                                                                               |
| 15-6-1985                                                                     | Città del Messico                                                             | Messico                                                                       | 2 – 0                                                                         | Germania Ovest                                                                | Amichevole                                                                    | -                                                                             |                                                                               |
| 28-8-1985                                                                     | Mosca                                                                         | Unione Sovietica                                                              | 1 – 0                                                                         | Germania Ovest                                                                | Amichevole                                                                    | -                                                                             |                                                                               |
| 25-9-1985                                                                     | Stoccolma                                                                     | Svezia                                                                        | 2 – 2                                                                         | Germania Ovest                                                                | Qual. Mondiali 1986                                                           | -                                                                             |                                                                               |
| 16-10-1985                                                                    | Stoccarda                                                                     | Germania Ovest                                                                | 0 – 1                                                                         | Portogallo                                                                    | Qual. Mondiali 1986                                                           | -                                                                             |                                                                               |
| 17-11-1985                                                                    | Monaco di Baviera                                                             | Germania Ovest                                                                | 2 – 2                                                                         | Cecoslovacchia                                                                | Qual. Mondiali 1986                                                           | 1                                                                             |                                                                               |
| 12-3-1986                                                                     | Francoforte sul Meno                                                          | Germania Ovest                                                                | 2 – 0                                                                         | Brasile                                                                       | Amichevole                                                                    | -                                                                             |                                                                               |
| 9-4-1986                                                                      | Basilea                                                                       | Svizzera                                                                      | 0 – 1                                                                         | Germania Ovest                                                                | Amichevole                                                                    | -                                                                             | 61’                                                                           |
| 14-5-1986                                                                     | Dortmund                                                                      | Germania Ovest                                                                | 3 – 1                                                                         | Paesi Bassi                                                                   | Amichevole                                                                    | -                                                                             |                                                                               |
| 4-6-1986                                                                      | Santiago de Querétaro                                                         | Uruguay                                                                       | 1 – 1                                                                         | Germania Ovest                                                                | Mondiali 1986 - 1º turno                                                      | -                                                                             | 46’                                                                           |
| 13-6-1986                                                                     | Santiago de Querétaro                                                         | Danimarca                                                                     | 2 – 0                                                                         | Germania Ovest                                                                | Mondiali 1986 - 1º turno                                                      | -                                                                             |                                                                               |
| 21-6-1986                                                                     | Monterrey                                                                     | Messico                                                                       | 0 – 0 dts (1 - 4 dtr)                                                         | Germania Ovest                                                                | Mondiali 1986 - Quarti di finale                                              | -                                                                             |                                                                               |
| 25-6-1986                                                                     | Guadalajara                                                                   | Germania Ovest                                                                | 2 – 0                                                                         | Francia                                                                       | Mondiali 1986 - Semifinale                                                    | 1                                                                             |                                                                               |
| 29-6-1986                                                                     | Città del Messico                                                             | Argentina                                                                     | 3 – 2                                                                         | Germania Ovest                                                                | Mondiali 1986 - Finale                                                        | -                                                                             |                                                                               |
| 25-3-1987                                                                     | Tel Aviv                                                                      | Israele                                                                       | 0 – 2                                                                         | Germania Ovest                                                                | Amichevole                                                                    | -                                                                             |                                                                               |
| 12-8-1987                                                                     | Berlino                                                                       | Germania Ovest                                                                | 2 – 1                                                                         | Francia                                                                       | Amichevole                                                                    | -                                                                             | 67’                                                                           |
| 9-9-1987                                                                      | Düsseldorf                                                                    | Germania Ovest                                                                | 3 – 1                                                                         | Inghilterra                                                                   | Amichevole                                                                    | -                                                                             | 61’                                                                           |
| 14-10-1987                                                                    | Gelsenkirchen                                                                 | Germania Ovest                                                                | 1 – 1                                                                         | Svezia                                                                        | Amichevole                                                                    | -                                                                             | 46’                                                                           |
| 12-12-1987                                                                    | Brasilia                                                                      | Brasile                                                                       | 1 – 1                                                                         | Germania Ovest                                                                | Amichevole                                                                    | -                                                                             | 46’                                                                           |
| 2-4-1988                                                                      | Berlino                                                                       | Germania Ovest                                                                | 1 – 0                                                                         | Argentina                                                                     | Amichevole                                                                    | -                                                                             | 46’                                                                           |
| 27-4-1988                                                                     | Kaiserslautern                                                                | Germania Ovest                                                                | 1 – 0                                                                         | Svizzera                                                                      | Amichevole                                                                    | -                                                                             |                                                                               |
| 4-6-1988                                                                      | Brema                                                                         | Germania Ovest                                                                | 1 – 1                                                                         | Jugoslavia                                                                    | Amichevole                                                                    | -                                                                             |                                                                               |
| 10-6-1988                                                                     | Düsseldorf                                                                    | Germania Ovest                                                                | 1 – 1                                                                         | Italia                                                                        | Euro 1988 - 1º turno                                                          | 1                                                                             | 76’                                                                           |
| 14-6-1988                                                                     | Gelsenkirchen                                                                 | Germania Ovest                                                                | 2 – 0                                                                         | Danimarca                                                                     | Euro 1988 - 1º turno                                                          | -                                                                             |                                                                               |
| 17-6-1988                                                                     | Monaco di Baviera                                                             | Germania Ovest                                                                | 2 – 0                                                                         | Spagna                                                                        | Euro 1988 - 1º turno                                                          | -                                                                             |                                                                               |
| 21-6-1988                                                                     | Amburgo                                                                       | Germania Ovest                                                                | 1 – 2                                                                         | Paesi Bassi                                                                   | Euro 1988 - Semifinale                                                        | -                                                                             |                                                                               |
| 31-8-1988                                                                     | Helsinki                                                                      | Finlandia                                                                     | 0 – 4                                                                         | Germania Ovest                                                                | Qual. Mondiali 1990                                                           | -                                                                             |                                                                               |
| 19-10-1988                                                                    | Monaco di Baviera                                                             | Germania Ovest                                                                | 0 – 0                                                                         | Paesi Bassi                                                                   | Qual. Mondiali 1990                                                           | -                                                                             |                                                                               |
| 22-3-1989                                                                     | Sofia                                                                         | Bulgaria                                                                      | 1 – 2                                                                         | Germania Ovest                                                                | Amichevole                                                                    | -                                                                             |                                                                               |
| 26-4-1989                                                                     | Rotterdam                                                                     | Paesi Bassi                                                                   | 1 – 1                                                                         | Germania Ovest                                                                | Qual. Mondiali 1990                                                           | -                                                                             |                                                                               |
| 31-5-1989                                                                     | Cardiff                                                                       | Galles                                                                        | 0 – 0                                                                         | Germania Ovest                                                                | Qual. Mondiali 1990                                                           | -                                                                             |                                                                               |
| 4-10-1989                                                                     | Dortmund                                                                      | Germania Ovest                                                                | 6 – 1                                                                         | Finlandia                                                                     | Qual. Mondiali 1990                                                           | -                                                                             |                                                                               |
| 15-11-1989                                                                    | Colonia                                                                       | Germania Ovest                                                                | 2 – 1                                                                         | Galles                                                                        | Qual. Mondiali 1990                                                           | -                                                                             |                                                                               |
| 28-2-1990                                                                     | Montpellier                                                                   | Francia                                                                       | 2 – 1                                                                         | Germania Ovest                                                                | Amichevole                                                                    | -                                                                             |                                                                               |
| 25-4-1990                                                                     | Stoccarda                                                                     | Germania Ovest                                                                | 3 – 3                                                                         | Uruguay                                                                       | Amichevole                                                                    | -                                                                             |                                                                               |
| 26-5-1990                                                                     | Düsseldorf                                                                    | Germania Ovest                                                                | 1 – 0                                                                         | Cecoslovacchia                                                                | Amichevole                                                                    | -                                                                             |                                                                               |
| 30-5-1990                                                                     | Gelsenkirchen                                                                 | Germania Ovest                                                                | 1 – 0                                                                         | Danimarca                                                                     | Amichevole                                                                    | -                                                                             | 46’                                                                           |
| 10-6-1990                                                                     | Milano                                                                        | Germania Ovest                                                                | 4 – 1                                                                         | Jugoslavia                                                                    | Mondiali 1990 - 1º turno                                                      | -                                                                             |                                                                               |
| 15-6-1990                                                                     | Milano                                                                        | Germania Ovest                                                                | 5 – 1                                                                         | Emirati Arabi Uniti                                                           | Mondiali 1990 - 1º turno                                                      | -                                                                             |                                                                               |
| 24-6-1990                                                                     | Milano                                                                        | Germania Ovest                                                                | 2 – 1                                                                         | Paesi Bassi                                                                   | Mondiali 1990 - Ottavi di finale                                              | 1                                                                             |                                                                               |
| 1-7-1990                                                                      | Milano                                                                        | Germania Ovest                                                                | 1 – 0                                                                         | Cecoslovacchia                                                                | Mondiali 1990 - Quarti di finale                                              | -                                                                             |                                                                               |
| 4-7-1990                                                                      | Torino                                                                        | Germania Ovest                                                                | 1 – 1 dts (4 - 3 dtr)                                                         | Inghilterra                                                                   | Mondiali 1990 - Semifinale                                                    | 1                                                                             |                                                                               |
| 8-7-1990                                                                      | Roma                                                                          | Germania Ovest                                                                | 1 – 0                                                                         | Argentina                                                                     | Mondiali 1990 - Finale                                                        | 1                                                                             | 3º titolo                                                                     |
| 29-8-1990                                                                     | Lisbona                                                                       | Portogallo                                                                    | 1 – 1                                                                         | Germania Ovest                                                                | Amichevole                                                                    | -                                                                             |                                                                               |
| Totale                                                                        |                                                                               | Presenze                                                                      | 58                                                                            |                                                                               | Reti                                                                          | 7                                                                             |                                                                               |

| Cronologia completa delle presenze e delle reti in nazionale ― Germania | Cronologia completa delle presenze e delle reti in nazionale ― Germania | Cronologia completa delle presenze e delle reti in nazionale ― Germania | Cronologia completa delle presenze e delle reti in nazionale ― Germania | Cronologia completa delle presenze e delle reti in nazionale ― Germania | Cronologia completa delle presenze e delle reti in nazionale ― Germania | Cronologia completa delle presenze e delle reti in nazionale ― Germania | Cronologia completa delle presenze e delle reti in nazionale ― Germania |
| Data                                                                    | Città                                                                   | In casa                                                                 | Risultato                                                               | Ospiti                                                                  | Competizione                                                            | Reti                                                                    | Note                                                                    |
| ----------------------------------------------------------------------- | ----------------------------------------------------------------------- | ----------------------------------------------------------------------- | ----------------------------------------------------------------------- | ----------------------------------------------------------------------- | ----------------------------------------------------------------------- | ----------------------------------------------------------------------- | ----------------------------------------------------------------------- |
| 10-10-1990                                                              | Stoccolma                                                               | Svezia                                                                  | 1 – 3                                                                   | Germania                                                                | Amichevole                                                              | 1                                                                       | 60’                                                                     |
| 31-10-1990                                                              | Lussemburgo                                                             | Lussemburgo                                                             | 2 – 3                                                                   | Germania                                                                | Qual. Euro 1992                                                         | -                                                                       |                                                                         |
| 1-5-1991                                                                | Hannover                                                                | Germania                                                                | 1 – 0                                                                   | Belgio                                                                  | Qual. Euro 1992                                                         | -                                                                       |                                                                         |
| 5-6-1991                                                                | Cardiff                                                                 | Galles                                                                  | 1 – 0                                                                   | Germania                                                                | Qual. Euro 1992                                                         | -                                                                       |                                                                         |
| 11-9-1991                                                               | Londra                                                                  | Inghilterra                                                             | 0 – 1                                                                   | Germania                                                                | Amichevole                                                              | -                                                                       |                                                                         |
| 16-10-1991                                                              | Norimberga                                                              | Germania                                                                | 4 – 1                                                                   | Galles                                                                  | Qual. Euro 1992                                                         | -                                                                       |                                                                         |
| 20-11-1991                                                              | Bruxelles                                                               | Belgio                                                                  | 0 – 1                                                                   | Germania                                                                | Qual. Euro 1992                                                         | -                                                                       |                                                                         |
| 18-12-1991                                                              | Leverkusen                                                              | Germania                                                                | 4 – 0                                                                   | Lussemburgo                                                             | Qual. Euro 1992                                                         | -                                                                       |                                                                         |
| 25-3-1992                                                               | Torino                                                                  | Italia                                                                  | 1 – 0                                                                   | Germania                                                                | Amichevole                                                              | -                                                                       | 46’                                                                     |
| 30-5-1992                                                               | Gelsenkirchen                                                           | Germania                                                                | 1 – 0                                                                   | Turchia                                                                 | Amichevole                                                              | -                                                                       |                                                                         |
| 2-6-1992                                                                | Brema                                                                   | Germania                                                                | 1 – 1                                                                   | Irlanda del Nord                                                        | Amichevole                                                              | -                                                                       |                                                                         |
| 12-6-1992                                                               | Norrköping                                                              | Comunità degli Stati Indipendenti                                       | 1 – 1                                                                   | Germania                                                                | Euro 1992 - 1º turno                                                    | -                                                                       |                                                                         |
| 15-6-1992                                                               | Norrköping                                                              | Scozia                                                                  | 0 – 2                                                                   | Germania                                                                | Euro 1992 - 1º turno                                                    | -                                                                       | cap.                                                                    |
| 18-6-1992                                                               | Göteborg                                                                | Paesi Bassi                                                             | 3 – 1                                                                   | Germania                                                                | Euro 1992 - 1º turno                                                    | -                                                                       | cap.                                                                    |
| 21-6-1992                                                               | Stoccolma                                                               | Svezia                                                                  | 2 – 3                                                                   | Germania                                                                | Euro 1992 - Semifinale                                                  | -                                                                       | cap.                                                                    |
| 26-6-1992                                                               | Göteborg                                                                | Danimarca                                                               | 2 – 0                                                                   | Germania                                                                | Euro 1992 - Finale                                                      | -                                                                       | cap.                                                                    |
| 17-11-1993                                                              | Colonia                                                                 | Germania                                                                | 2 – 1                                                                   | Brasile                                                                 | Amichevole                                                              | -                                                                       |                                                                         |
| 15-12-1993                                                              | Miami                                                                   | Germania                                                                | 1 – 2                                                                   | Argentina                                                               | Amichevole                                                              | -                                                                       |                                                                         |
| 18-12-1993                                                              | San Francisco                                                           | Stati Uniti                                                             | 0 – 3                                                                   | Germania                                                                | Amichevole                                                              | -                                                                       | 46’                                                                     |
| 23-3-1994                                                               | Stoccarda                                                               | Germania                                                                | 2 – 1                                                                   | Italia                                                                  | Amichevole                                                              | -                                                                       |                                                                         |
| 27-4-1994                                                               | Abu Dhabi                                                               | Emirati Arabi Uniti                                                     | 0 – 2                                                                   | Germania                                                                | Amichevole                                                              | -                                                                       | 46’                                                                     |
| 2-6-1994                                                                | Vienna                                                                  | Austria                                                                 | 1 – 5                                                                   | Germania                                                                | Amichevole                                                              | -                                                                       |                                                                         |
| 8-6-1994                                                                | Toronto                                                                 | Canada                                                                  | 0 – 2                                                                   | Germania                                                                | Amichevole                                                              | -                                                                       |                                                                         |
| 17-6-1994                                                               | Chicago                                                                 | Germania                                                                | 1 – 0                                                                   | Bolivia                                                                 | Mondiali 1994 - 1º turno                                                | -                                                                       |                                                                         |
| 21-6-1994                                                               | Chicago                                                                 | Germania                                                                | 1 – 1                                                                   | Spagna                                                                  | Mondiali 1994 - 1º turno                                                | -                                                                       |                                                                         |
| 27-6-1994                                                               | Dallas                                                                  | Germania                                                                | 3 – 2                                                                   | Corea del Sud                                                           | Mondiali 1994 - 1º turno                                                | -                                                                       |                                                                         |
| 2-7-1994                                                                | Chicago                                                                 | Germania                                                                | 3 – 2                                                                   | Belgio                                                                  | Mondiali 1994 - Ottavi di finale                                        | -                                                                       | 46’                                                                     |
| 10-7-1994                                                               | New York                                                                | Bulgaria                                                                | 2 – 1                                                                   | Germania                                                                | Mondiali 1994 - Quarti di finale                                        | -                                                                       | 83’                                                                     |
| Totale                                                                  |                                                                         | Presenze                                                                | 28                                                                      |                                                                         | Reti                                                                    | 1                                                                       |                                                                         |

## Palmarès

### Giocatore

#### Club

##### Competizioni nazionali
- Campionato tedesco: 2

Bayern Monaco: 1986-1987
Kaiserslautern: 1997-1998
- Campionato tedesco di seconda divisione: 1

Kaiserslautern: 1996-1997
- Supercoppa di Germania: 1

Bayern Monaco: 1987
- Coppa di Germania: 1

Kaiserslautern: 1995-1996
- Campionato italiano: 1

Inter: 1988-1989
- Supercoppa italiana: 1

Inter: 1989

##### Competizioni internazionali
- Coppa UEFA: 1

Inter: 1990-1991

#### Nazionale
- Campionato mondiale: 1

Italia 1990

#### Individuale
- Squadra del torneo del campionato d'Europa: 2

Francia 1984, Svezia 1992
- Guerin d'oro: 1

1988-1989
- All-Star Team del campionato del mondo: 1

Italia 1990
- Candidato al Dream Team del Pallone d'oro (2020)